# Xylotheca tettensis
Xylotheca tettensis là một loài thực vật có hoa trong họ Achariaceae. Loài này được (Klotzsch) Gilg miêu tả khoa học đầu tiên năm 1908.